# Microsoft Servers
Ne doit pas être confondu avec Windows Server.
 (septembre 2020).
Si vous disposez d'ouvrages ou d'articles de référence ou si vous connaissez des sites web de qualité traitant du thème abordé ici, merci de compléter l'article en donnant les références utiles à sa vérifiabilité et en les liant à la section « Notes et références ».
 (août 2020).
Microsoft Servers (anciennement Windows Server System) est une marque regroupant des logiciels pour les serveurs de la société Microsoft. Cela inclut les éditions spécifiques de Microsoft Windows et les outils permettant de les administrer. Contrairement aux lignes de produits Microsoft Dynamics ou Office, les produits commercialisés sous cette marque ne font pas partie d'une ligne métier ou considérée comme telle.[pas clair]

## Logiciels
En décembre 2006, la ligne Windows Server System était composé des logiciels suivants :
- BizTalk Server - Conception de processus métier et outils d'intégration
- Commerce Server - Portail de commerce électronique
- Exchange Server - Serveur de messagerie internet
- Internet Information Server (IIS) - Serveur web
- ForeFront - Ligne de sécurité des produits pour Windows
- Host Integration Server - Connecteur de d’échange de données et d’administration entre les environnements Windows environnements et les gros systèmes (mainframe) comme AS/400
- Identity Integration Server - Gestion des identités (méta annuaire)
- ISA Server - Pare-feu, gestion du cache et proxy Internet, connu sous le précédent nom de Microsoft Proxy Server
- Speech Server - Application de serveur vocal pour les systèmes téléphonique, incluant la reconnaissance vocale
- SQL Server - Serveur de base de données et de business intelligence (informatique décisionnelle)
- Virtual Server - Serveur de virtualisation des systèmes d’exploitations
- Windows Compute Cluster Server - Serveur de calcul à haute performance
- Windows Home Server - Système d’exploitation serveur pour le domicile (pour le particulier)
- Windows Server - Système d’exploitation serveur
- Windows Server Update Services - Logiciel de mise à niveau automatique pour Windows et autres applications Microsoft
- Windows Small Business Server - Suite applicative contenant Windows Serveur et des technologies additionnelles comme Microsoft Exchange
- Windows Storage Server - Serveur de fichier développé sur la base de Windows Serveur, celui-ci est livré avec des outils de sauvegarde

## Produits Microsoft Office Serveur
Certaines applications faisant partie de la ligne de produit Windows Server System ont été spécialement développées pour interagir avec la suite bureautique Microsoft Office. Cela inclut :
- Forms Server - Serveur de formulaire électronique
- Groove Server - Serveur de travail collaborative travaillant de façon conjointe avec l’application Groove
- Live Communications Server - Serveur de messagerie instantanée et d’indication de présence, il s’intègre avec les systèmes téléphoniques PBX. Il est intégré avec Office Communicator
- Microsoft Project Server - Serveur de gestion de projet et d’allocation des ressources, il travaille avec le composant client Microsoft Project
- Microsoft Office SharePoint Server 2007 (MOSS), formerly Microsoft Office SharePoint Portal Server - Intranet portal server facilitating publishing, searching, and sharing of information.
- Microsoft Office PerformancePoint Server - Business performance management server
- Microsoft Office Communications Server

## Microsoft System Center
Le Microsoft System Center est un ensemble de logiciels serveur qui ont pour but d'aider les administrateurs systèmes à gérer leur parc de serveurs et postes de travail Microsoft. Au départ, System Center incluait des produits de la gamme Windows Server mais d'autres produits sont venus se greffer depuis.
La suite System Center 2012 est composée des logiciels suivants :
- System Center App Controller
- System Center Configuration Manager
- System Center Data Protection Manager - Solution centralisée de sauvegarde et restauration.
- System Center Endpoint Protection - Console de gestion de la sécurité (anti-virale, anti-malware, anti-rootkit, ...).
- System Center Operations Manager - Permet la supervision du parc.
- System Center Orchestrator
- System Center Service Manager - Standardisation et publication des services de l'organisation
- System Center Virtual Machine Manager - Gestionnaire de machines virtuelles

## Autres techniques
Des fonctionnalités qui étaient auparavant délivrées séparément du système d'exploitation Windows Server sont maintenant incorporées dedans. Elles comprennent :
- Services for UNIX
- Terminal Services
- Windows Media Services
- Rights Management Services
- Windows Server Virtualization
- Internet Information Services (IIS)

## Logiciels abandonnés
- Microsoft Application Center - Déploiement d'applications web sur plusieurs serveurs simultanément. Certaines de ses fonctionnalités sont intégrées à System Center.
- Microsoft BackOffice Server
- Microsoft Content Management Server - gestion de contenus et publication de sites web ; maintenant inclus dans Microsoft Office SharePoint Portal Server.
- Microsoft SNA Server - remplacé par Microsoft Host Integration Server
- Microsoft Site Server - remplacé par Microsoft Commerce Server
- Microsoft Proxy Server - remplacé par Microsoft Internet Security and Acceleration Server (ISA Server)